# Pluteus
|  | Aquest article tracta sobre el gènere de fongs. Si cerqueu la larva dels equinoderms, vegeu «plúteus». |

Pluteus és un gran gènere de bolets agaricals que conté unes 300 espècies. A Espanya tot aquest gènere està inclòs, pel fet de tenir substàncies psicoactives, dins la llista de plantes de venda regulada. Són fongs sapròfits amb les espores de color de rosa. Pluteus significa un cobert o un àtic.
El gènere Pluteus se separa del gènere Volvariella pel fet de no tenir volva i del gènere Entoloma pel fet de créixer sobre la fusta i per altres característiques microscòpiques.
Algunes espècies del gènere Pluteus són comestibles incloent P. petasatus i P. cervinus. Pluteus cervinus és l'espècie més coneguda a Europa i Amèrica del Nord.
Diverses espècies d'aquest gènere contenen psilocibina incloent Pluteus brunneidiscus, Pluteus salicinus, Pluteus cyanopus, Pluteus glaucus, Pluteus nigroviridis, Pluteus phaeocyanopus i Pluteus villosus.